# Padel
Ne doit pas être confondu avec Paddle-tennis ou Paddle (sport).

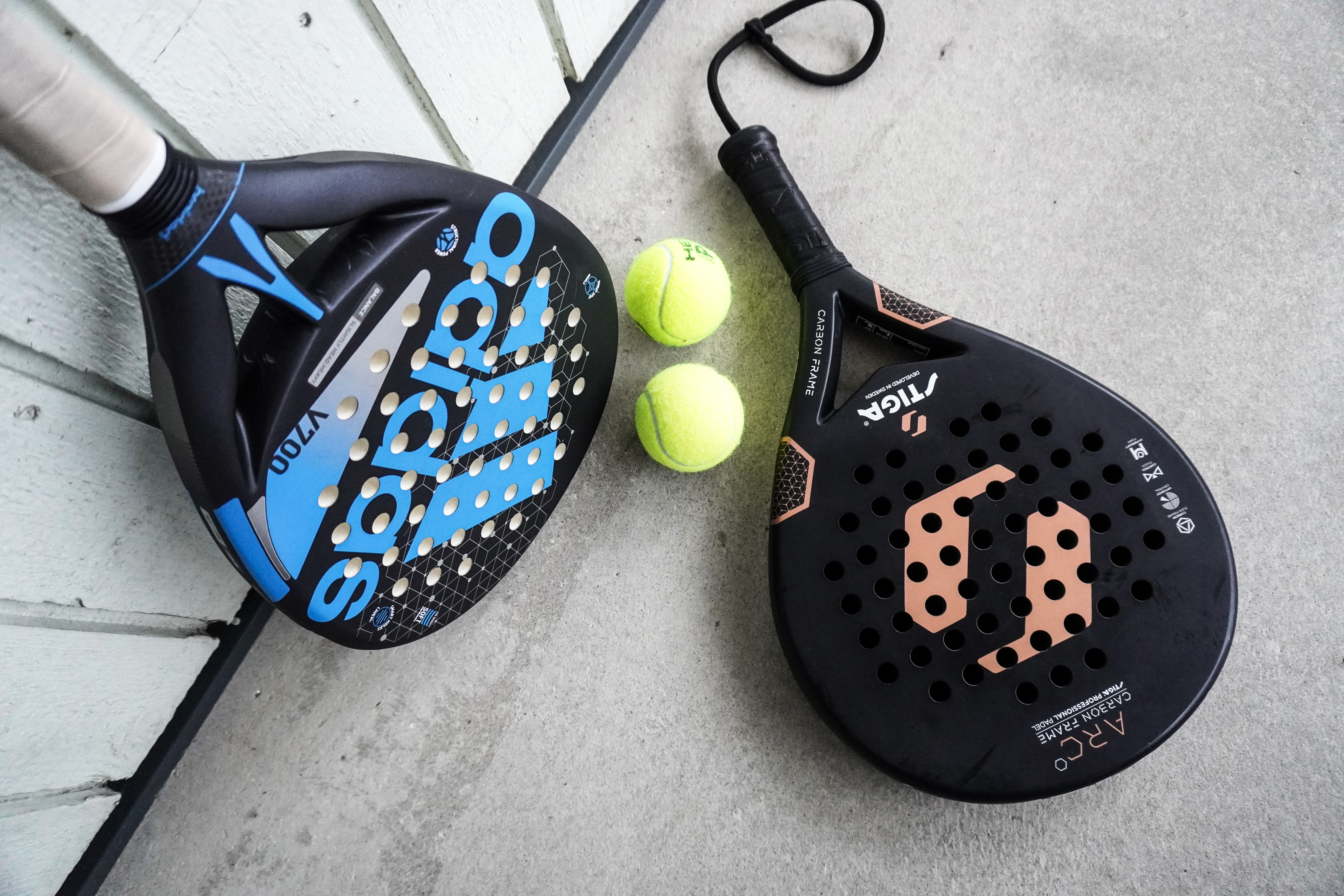
Raquettes et balles de padel.

Le padel est un sport de raquette qui se joue sur un court encadré de vitres et grillages et divisé par un filet.
Historiquement, le padel est une adaptation du tennis et partage donc avec lui plusieurs similarités : le comptage des points y est le même et les balles utilisées sont identiques quoiqu'avec une pression légèrement inférieure. Il est joué uniquement en double et le service doit s'effectuer à la cuillère. Sa plus grande différence avec le tennis, cependant, est que les balles peuvent être jouées après rebonds sur les parois, d'une manière similaire au squash ou au jeu de paume.
L'orthographe padel (de l'espagnol pádel) permet de le différencier du paddle-tennis (aujourd'hui nommé POP Tennis pour éviter toute confusion), autre sport dérivé du tennis, ainsi que du Stand up paddle (sport aquatique). Les manières de parler du padel peuvent cependant évoluer ou changer en fonction du pays même si un consensus est admis autour du mot padel.
Il y a deux circuits professionnels de padel : Premier Padel (qui est le circuit mondial de référence depuis son absorption du World Padel Tour) et l’A1 Padel (anciennement APT Padel Tour).

À l'origine principalement cantonnés à l'Espagne, ces circuits organisent aujourd'hui des étapes à l'international (18 pays sur 4 continents pour le circuit Premier Padel en 2024). Ces circuits regroupent tous les meilleurs joueurs mondiaux.

## Histoire du padel
C'est le Mexicain Enrique Corcuera qui est à l'origine du padel, en 1969. Vivant à Acapulco, il n'a pas assez d'espace autour de sa maison pour un court de tennis et construit donc un court de 20 m sur 10 m, encadré de murs hauts de 3 et 4 mètres. Au lieu d'une raquette de tennis, le jeu se joue avec une batte plate en bois. En 1974, quand son ami le prince Alfonso de Hohenlohe arrive d'Espagne pour lui rendre visite, il y prend tellement goût qu'il ramène l'idée avec lui à Marbella en Espagne.
Après étude et délibération sur le design correct du court et les règles du jeu, les deux premiers courts de padel sont construits au Marbella Club, où Hohenlohe partage sa nouvelle passion avec la jet set. Le concept se répand ensuite sur la côte espagnole.
Très rapidement, des joueurs de tennis, y compris certains grands noms comme Manolo Santana, sont attirés par le padel et des tournois s'organisent sur la Costa del Sol. Un ami millionnaire de Hohenlohe qui fréquente régulièrement Marbella est impressionné par ce jeu et l'apporte avec lui en Argentine. Plus de deux millions d'Argentins pratiquent ce sport et avec plus de trois millions de joueurs en Espagne[réf. nécessaire], il devient un des sports les plus populaires du pays, avec une progression forte dans les années 2000. La Fédération internationale de padel a été fondée en 1991 à Madrid par l'Argentine, l'Espagne et l'Uruguay.

## Règles du jeu

### Piste

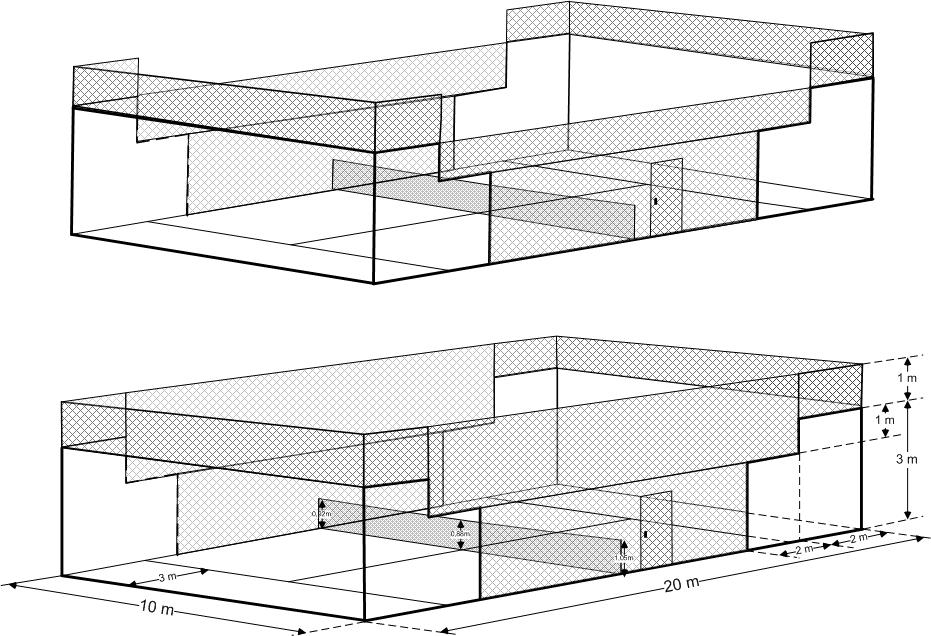
Deux configurations de piste de padel.

La piste possède des dimensions au système métrique contrairement aux sports qui ont été codifiés par les Britanniques fin XIXe siècle (pouces, pieds…). Il mesure 20 m de long pour 10 m de large.
Un filet et deux carrés de service constituent le champ (pas de lignes de couloir, pas de lignes de fond de court).

### Murs
Les murs sont une caractéristique distinctive du padel. Ils peuvent être en verre ou en grillage métallique, et sont utilisés pour jouer des balles rebondissantes, ce qui apporte une dimension tactique supplémentaire au jeu.
Un mur de fond de 3 m de hauteur ferme le court sur toute la largeur, il est surmonté d'un grillage de 1 m et prolongé par angle droit de chaque côté de la longueur du court par un mur de 2 m.
Les deux murs de retour de 2 m sont liés à leurs équivalents de l'autre côté de la piste par un grillage de 12 m de long.
Les murs peuvent être transparents (verre trempé).
La surface de jeu est en gazon synthétique ou en moquette aiguilletée.

### Raquettes

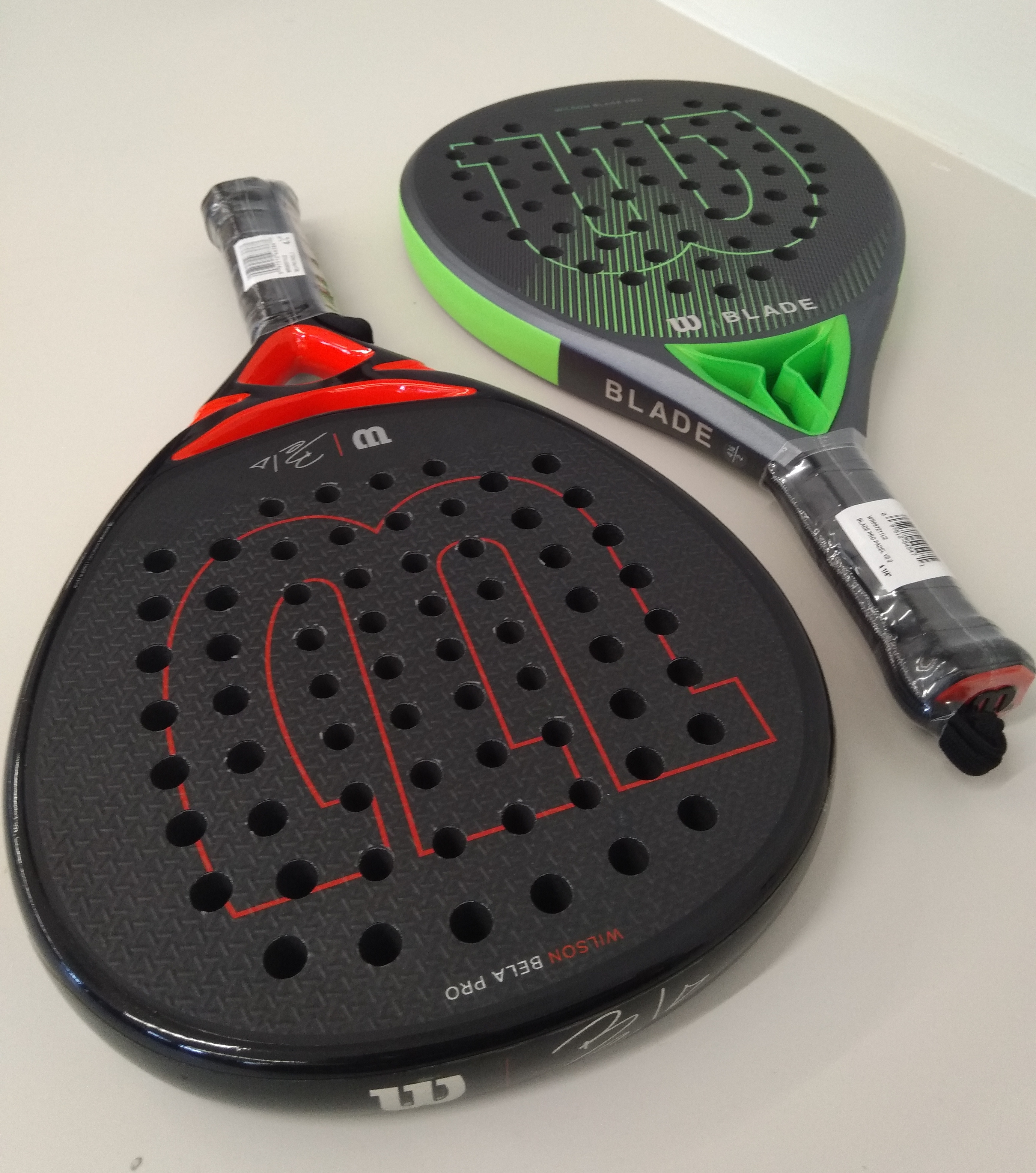
Raquettes de padel.

Les raquettes sont remplies de mousse et ne possèdent pas de cordage, leur surface de frappe est percée de trous. D'une masse d'environ 370 g en moyenne, elles utilisent dans les années 2020 des matériaux présents dans d'autres sports de raquettes (carbone, kevlar, graphite, fibre de verre).
L'épaisseur d'une raquette est de 38 mm (selon le règlement FIP). Les différentes densités de mousse EVA remplissant le tamis, la forme de la raquette (ronde, diamant, goutte d'eau) et la répartition de la masse (tête, tamis, pont) permettent d'obtenir des modèles adaptés à un jeu de « toucher » ou à un style de jeu basé sur la « puissance ». Un cordon de sécurité reliant la raquette au poignet du joueur se trouve inséré dans l'extrémité du manche, la FIP stipule que son utilisation est obligatoire.

### Balles
Les balles de padel sont similaires à celles du tennis, mais elles ont une pression inférieure. Elles doivent être jaunes ou blanches pour les compétitions officielles. Le diamètre de la balle est compris entre 6,35 et 6,77 cm et sa masse varie entre 56 et 59,4 g.

### Service
Le service s'effectue à la cuillère (sans frapper la balle plus haut que la ceinture), doit être croisé, et en commençant de droite à gauche.
Un service qui touche le grillage après un rebond est « faute » (ce qui n'est pas le cas d'une balle en échange).
Au service, la balle qui effleure la bande du filet et retombe dans le carré de service visé, qui touche le grillage après deux rebonds au sol ou qui tape l'angle du mur à la limite du grillage est let (i.e., doit être rejouée).

### Échange

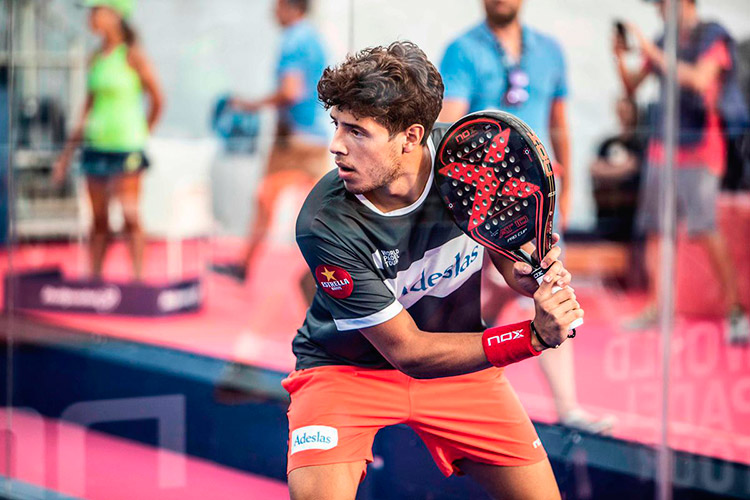
Le joueur de padel Agustín Tapia.

Dans l’échange, après un rebond au sol, la balle peut toucher n'importe quelle autre surface plusieurs fois (excepté le sol). Ainsi, la poignée de la porte, les grillages, les murs… font partie du terrain et induisent des trajectoires inattendues.
Le second rebond au sol marque la perte du point pour le relanceur. De même qu'une balle qui, après un premier rebond au sol, sort de l'enceinte. Une balle qui, après avoir rebondi contre un mur, revient dans le camp du frappeur lui vaut un point également.
En revanche, après avoir franchi le filet, toute balle qui touche en premier une autre surface que le sol est « faute » pour l'envoyeur.
Les points se comptent comme au tennis (15, 30, 40, jeu, set, match). Au niveau professionnel, une partie se déroule en 2 sets gagnants.

### Coups spécifiques au padel
Bien que partageant de nombreux coups et termes en commun avec d'autres sports de raquettes (coup droit, revers, ace, balle de break, lift, slice, double faute, etc.), principalement le tennis, le padel se distingue par certaines notions spécifiques à ce sport.

#### Bandeja
Entre le smash et la volée, ce geste est réalisé lors de la réception d'un lob que l'on ne veut pas laisser passer, afin de ne pas perdre sa position au filet. La balle est alors frappée au niveau de l'épaule, avec un effet coupé, en plateau (bandeja en espagnol), de façon relativement lente si le but est la conversation du filet, ou avec plus de puissance si l'intention est plus agressive.

#### Chiquita
Balle jouée depuis le fond du court, de façon courte et lente, juste au-dessus du filet en visant les pieds des adversaires, dans le but qu'elle rebondisse avant qu’ils n'aient le temps de volleyer.

#### Gancho
Le gancho (crochet en espagnol) est un coup réalisé par le défenseur à la suite d'un lob de bonne qualité, mais lorsque les conditions ne permettent pas l'exécution d'un smash ou d'une bandeja. La balle est alors frappée à plat, avec un point d'impact haut et le bras tendu, en recherchant si possible la zone de la grille.

#### Giro ou Vuelta
Coup défensif où le joueur renvoie la balle après avoir tourné sur lui-même. S'effectue lorsque la balle rebondit sur la vitre latérale et/ou sur la vitre du fond.

#### Lob
Un lob (frappe de la balle en hauteur) est généralement utilisé par une équipe en fond de piste, lorsque l'équipe adverse est en position d'attaque (au filet), afin de les faire reculer et d'avoir le temps de monter au filet.

#### Par trois
Smash qui rebondit dans le camp adverse avant de sortir de la piste au-dessus des murs latéraux (d'une hauteur de 3 m).

#### Par quatre
Smash qui rebondit dans le camp adverse avant de sortir de la piste au-dessus du mur du fond (d'une hauteur de 4 m).

#### Vibora
Effectuée à la suite d'un lob adverse, balle frappée avec un effet brossé latéral prononcé servant à déstabiliser l'adversaire. Un tel effet projettera la balle vers les parois latérales après le rebond sur la vitre du fond. Peut-être utilisé en coup d'attaque ou de défense (maintien de la position au filet).

## Compétitions

### Monde

#### Premier Padel (depuis 2022)

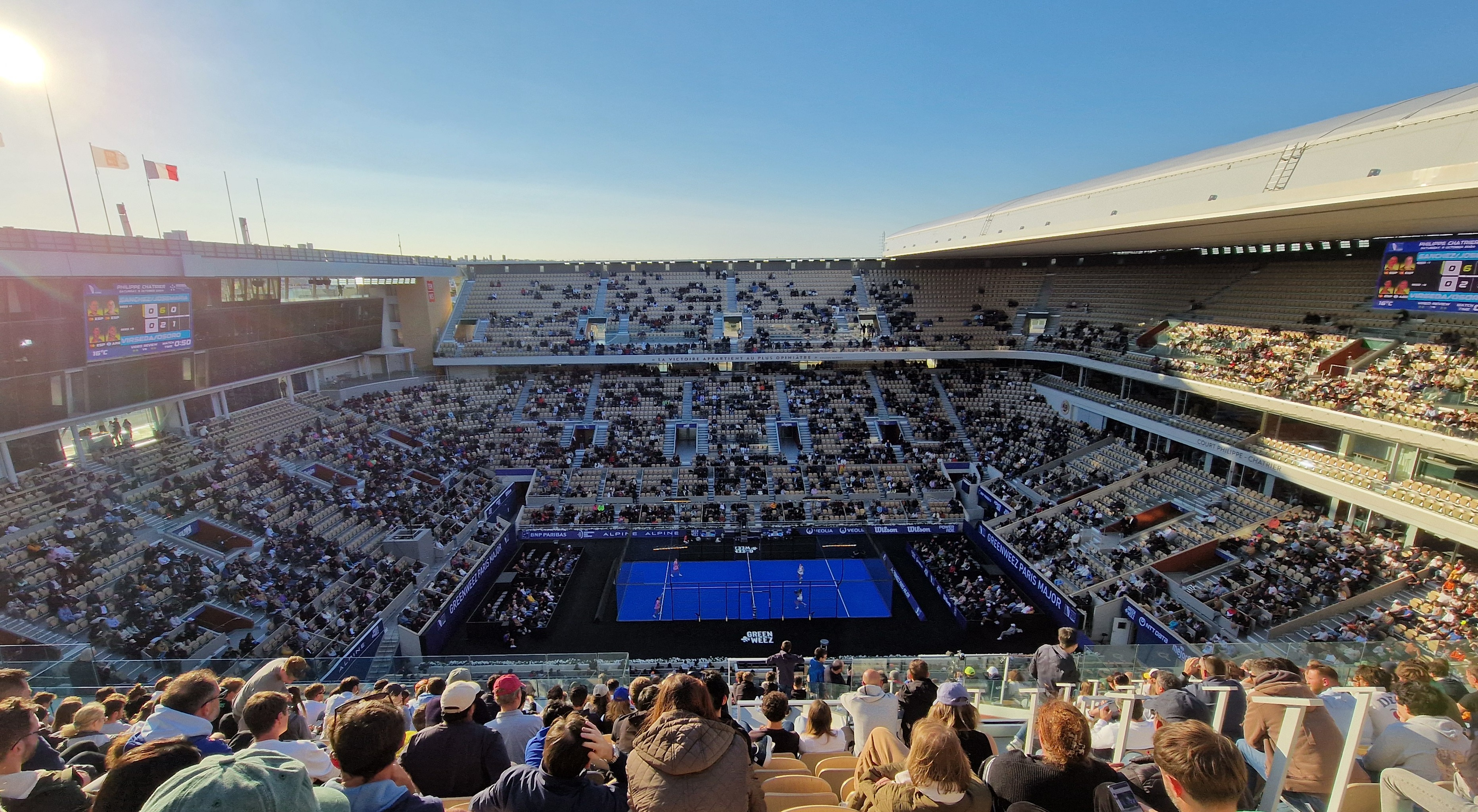
Le tournoi Premier Padel Major de Paris

À l'échelle mondiale, le circuit le plus important est Premier Padel, créé en 2022 et organisé par la Fédération internationale de padel. Son classement FIP, établit la liste des meilleurs joueurs de padel au monde. L'édition 2024 du circuit, la première depuis l'absorption du circuit World Padel Tour, présente 25 tournois dans 18 pays, est résolument internationale. Deux tournois en France : un Major à Roland-Garros, comme chaque année,,, et un tournoi P2 à Bordeaux,.
En France, le championnat est diffusé sur les chaines du groupe Canal+,.
Les quatre tournois phares du circuit, appelés majors, sont situés à Doha, Rome, Acapulco et Paris.
Les tournois Premier Padel ont lieu dans des sites emblématiques, entre autres au stade Roland-Garros à Paris,,,, au Foro Italico de Rome, le Wizink Center de Madrid et l’Aconcagua Arena de Mendoza en Argentine.
Les trois catégories d'épreuves (ainsi que le nombre de points remportés par la paire gagnante) sont :
- Major (2 000 points pour le classement FIP)
- P1 (1 000 points pour le classement FIP)
- P2 (600 points pour le classement FIP -depuis 2025, 500 auparavant-)

À partir de l'édition 2024 se déroule en fin d'année le Tour Finals (1 500 points pour le classement FIP), réunissant les 16 meilleurs joueurs et joueuses de l’année au classement FIP, sur le modèle de l'ancien Master Finals du circuit World Padel Tour.

#### FIP Tour
En plus du circuit d'élite Premier Padel, la fédération internationale organise à travers le monde des tournois labellisés FIP Tour, rapportant également des points au classement FIP.
Les cinq catégories d'épreuves en 2024 (ainsi que le nombre de points remportés par la paire vainqueur) sont :
- FIP Platinum (200 points au classement) ;
- FIP Gold (100 points au classement) ;
- FIP Star (50 points au classement) ;
- FIP Rise (25 points au classement) ;
- FIP Promotion (10 points au classement).

Ces catégories changent dès 2025 pour plus de lisibilité :
- FIP Platinum (300 points au classement et prize money entre 120 000 € et 150 000 €) ;
- FIP Gold (150 points au classement et prize money entre 50 000 € et 80 000 €) ;
- FIP Silver (80 points au classement et prize money entre 15 000 € et 30 000 €) ;
- FIP Bronze (40 points au classement et prize money entre 7 000 € et 10 000 €) ;

En fin de saison ont lieu les Cupra FIP Finals (225 points au classement), avec un tableau final composé des huit meilleures équipes du classement FIP Tour, plus les quatre meilleures équipes des tournois américains et sud-américains, plus les deux meilleures équipes des tournois asiatiques. Enfin, deux équipes supplémentaires complètent le tableau avec un tour préliminaire où s'affrontent des équipes bénéficiant d'une wild-card.
Les 22 meilleurs résultats obtenus par les joueurs dans les tournois Premier Padel et FIP Tour sont pris en compte.

#### A1 Padel (depuis 2020)
Le circuit international professionnel A1 Padel (APT Padel Tour avant 2023) organise également une vingtaine de tournois chaque année depuis sa création en 2020 par l'homme d'affaires monégasque Fabrice Pastor, et possède un classement indépendant. 
Il est un circuit secondaire du fait de l'absence des meilleurs joueurs mondiaux mais reste très compétitif et attire de nombreux joueurs d'élite. Il se distingue par un gazon de couleur rouge, signe distinctif du circuit. Cependant, depuis la saison 2025, le circuit tend à gagner en attractivité et à attirer de plus en plus de joueurs du top 100 mondial, de par la difficulté grandissante pour accéder aux phases finales des tournois Premier Padel.

#### World Padel Tour (2013-2023)
Jusqu'en 2023, le World Padel Tour (WPT) était le championnat professionnel de padel le plus important au monde, de par le niveau d'organisation des tournois et de par la participation des meilleurs joueurs internationaux. Mais le circuit s'est fait absorber fin 2023 par Premier Padel, à la suite de son acquisition par Qatar Sports Investments,, faisant de Premier Padel le circuit de référence à l'échelle internationale malgré son jeune âge.

#### Sélections nationales
Le Championnat du monde de Padel est une compétition sportive de padel organisée tous les deux ans depuis 1992 par la Fédération internationale de padel. La paire gagnante remporte 2 000 points au classement FIP.
Le padel fait son apparition aux Jeux européens lors de son édition 2023 à Cracovie,, et sera présent aux Jeux asiatiques 2030, à Doha (Qatar).

### France
Il existe 3 types de tournois en France : homme, femme et mixte.
Pour les tournois hommes et femmes, il existe plusieurs catégories : P25, P100, P250, P500, P1000, P1500 et P2000. Depuis son édition 2022, le Championnat de France Seniors est catégorisé P3000.
Pour les tournois mixtes, il en existe trois : P25, P100 et P250.
Ces appellations sont similaires à celles du circuit professionnel de tennis, l'ATP. Elles correspondent au nombre de points qu'empoche chacun des vainqueurs du tournoi.
Par exemple, une équipe composée d'un joueur A et B gagne la finale d'un tournoi P250, alors 250 points sont ajoutés à leur classement individuel.

## Développement du padel

### En France

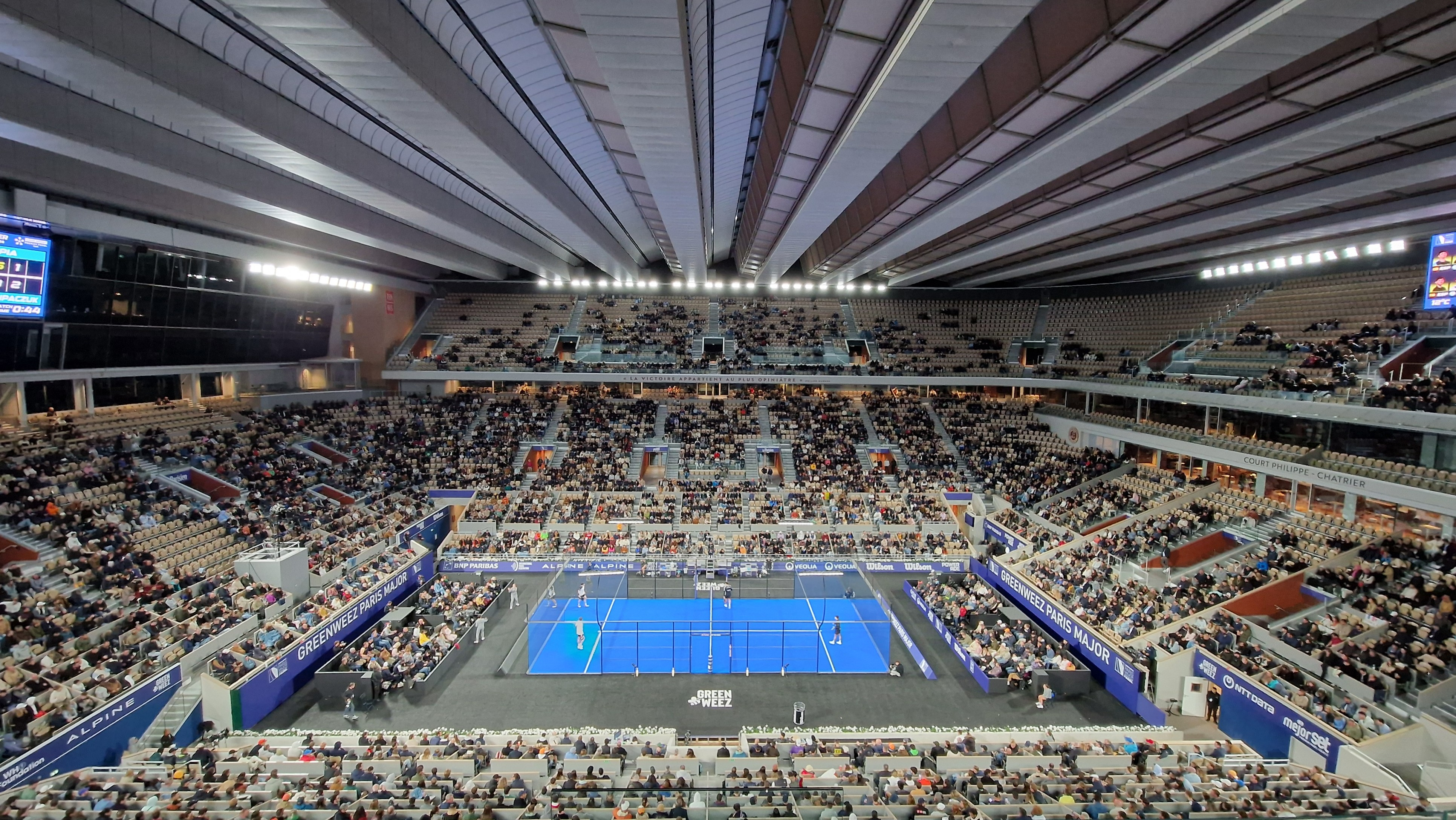
Le Premier Padel Major de Paris 2024 ayant rassemblé plus de 64 000 spectateurs.

Le padel en France se développe de manière rapide ces dernières années, avec environ 500 000 pratiquants sur l'ensemble du pays, licenciés ou non. Par son caractère ludique mais technique, il séduit de nombreux champions de sports de raquette comme Henri Leconte, Arnaud Clément ou Gaël Monfils.
Une Fédération française de padel a d'abord été créée. Mais en 2014, le padel intègre la Fédération française de tennis. La France compte 325 clubs de padel en 2019.
En termes de licenciés, au 1er mars 2023, la FFT compte 113 006 pratiquants de padel parmi l’ensemble des licenciés FFT en 2023.
Au niveau des compétitions, en janvier 2024, on recense 58 115 joueurs (à 87 % des hommes) ayant participé à au moins un tournoi de padel.
Côté infrastructures, on dénombre en 2017 seulement environ 500 pistes à travers le pays. Début 2024, la barre des 2 000 pistes de padel est franchie, et on dénombre même 2 700 pistes en fin de cette même année, symbolisant la dynamique élevée de constructions de pistes dans le pays.
Le 21 juillet 2025, le Centre National d'Entraînement de Padel (CNEP) est inauguré à Vichy (plus précisément dans la commune limitrophe de Bellerive-sur-Allier, sur le site du Sporting Tennis rénové). Il comprend douze pistes de padel (six intérieures et six extérieures). Cette infrastructure, qui ouvrira en septembre 2025, accueillera les meilleurs jeunes espoirs du pays ainsi que les stages des équipes de France. Cela répond à l’objectif de structurer le haut niveau en France, tout en formant l'élite de demain lors d’un parcours de formation sur-mêlant entraînement technique, suivi médical, préparation physique et accompagnement scolaire.

### Dans le monde

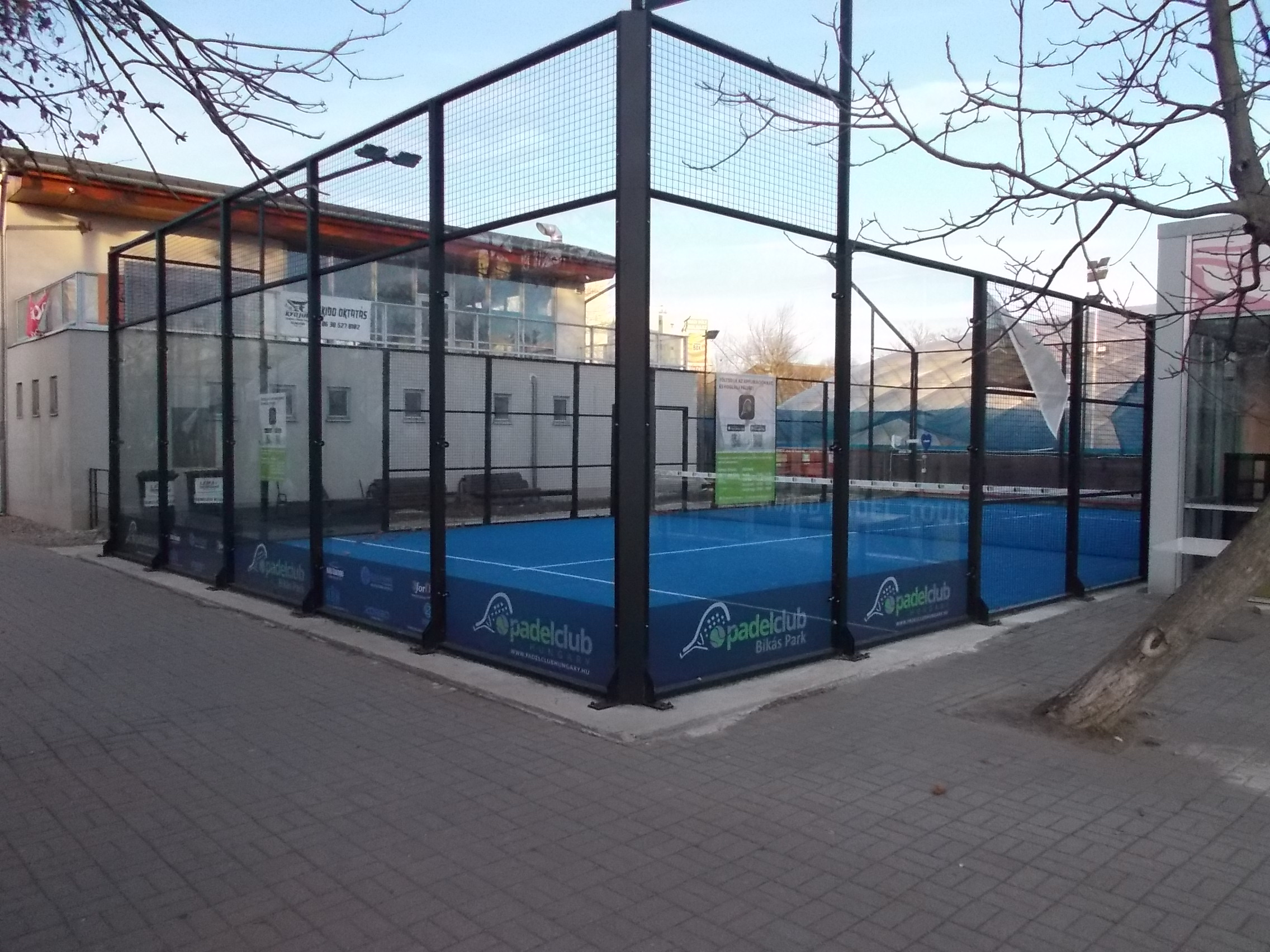
Piste de padel à Budapest.

Le padel a séduit depuis ses débuts les pays sud-américains et l'Espagne, puis l'Europe. En Argentine, il est devenu sport national avec plus de 4 millions de joueurs, et en Espagne la barre du million a été dépassée dès les années 1980. Dans les années 2010, les pays européens voisins (France, Belgique, Italie et Angleterre) ont attrapé le virus de ce « sport de ville ».
Au Portugal, le padel est encadré par deux associations, la Fédération portugaise de tennis et la Fédération portugaise de padel, qui organisent chacune indépendamment de l'autre des évènements sportifs. Cette situation se doit au caractère assez récent de cette pratique, au départ développée au sein des pratiquants du tennis. Cependant seule la fédération de tennis dispose dans les années 2010 du statut de la reconnaissance d'utilité publique du droit portugais.
En Belgique et depuis 2008, le padel est encadré  d'un point de vue national par Padel Belgium. Le sport étant une compétence communautaire, plusieurs fédérations régionales existent. Sur le territoire de la Fédération-Wallonie-Bruxelles, l'Association francophone de Padel (AFPadel) encadre le sport entre 2015 et 2021. C'est ensuite l'Association francophone de tennis (AFT) qui a reçu une reconnaissance probatoire d'un an pour l'année 2022. Sur le territoire flamand, c'est Padel Vlaanderen puis l'aile Padel de tennis Vlaanderen qui encadre le développement du padel.

## Controverse
L'émergence rapide du padel en Europe ne fait pas que des heureux, le sport étant aussi associé à plus de nuisances sonores que son cousin le tennis.

### En France
La France n'a pas de loi spécifique encadrant les nuisances du padel en milieu ouvert.
Les municipalités demandent des études de pré-implentation et favorisent les installations semi-fermées ou en salle.
La législation sur les troubles anormaux du voisinage ainsi que les articles R1336-5 et R1336-7 du code de la santé publique (qui fixent une limite de 5 dB au dessus du bruit ambiant) constituent le cadre juridique actuel.
En pratique, la jurisprudence conduit à la fermeture des pistes padels qui ne peuvent être enfermées dans un bâti en milieu urbain. Ce fut notamment le cas pour l'Association Tennis Club de Marseille en 2019et pour l'Association Nice Lawn Tennis Club en 2025
En complément, certaines décisions de justice ont établi que les nuisances sonores générées par les terrains de padel pouvaient être qualifiées de « troubles anormaux du voisinage » même si les normes acoustiques du Code de la santé publique étaient respectées. En effet, la notion de trouble ne dépend pas uniquement d’un dépassement de seuil sonore, mais aussi du caractère répétitif et intrusif du bruit dans le cadre de vie. Par exemple, la Cour d’appel d’Aix-en-Provence a confirmé en 2023 la condamnation d’un club de padel à supprimer ses installations en raison des nuisances engendrées pour les riverains, malgré l’absence de dépassement de seuil mesuré. Cette jurisprudence conforte une tendance à privilégier l’implantation en zone non résidentielle ou l’isolement acoustique renforcé.

### Aux Pays-Bas
Un accord a été obtenu entre la fédération de padel et les associations contre la pollution sonore en 2023.
Cet accord exige que les installations extérieures ne soient pas à moins de 100 m des habitations (160 m dans certains cas).

### Au Royaume-Uni
Le code de pratique de la SAPCA, l'association des constructeurs de terrain de padel demande la mise en place d'une étude sonore préalable pour guider les choix d'installation et de solutions d'absorption acoustique en cas de présence d'habitations résidentielles à moins de 30 m du site.